# Gonomyia copulata
Gonomyia copulata är en tvåvingeart som först beskrevs av Becker 1908.  Gonomyia copulata ingår i släktet Gonomyia och familjen småharkrankar. Inga underarter finns listade i Catalogue of Life.